# Plogging

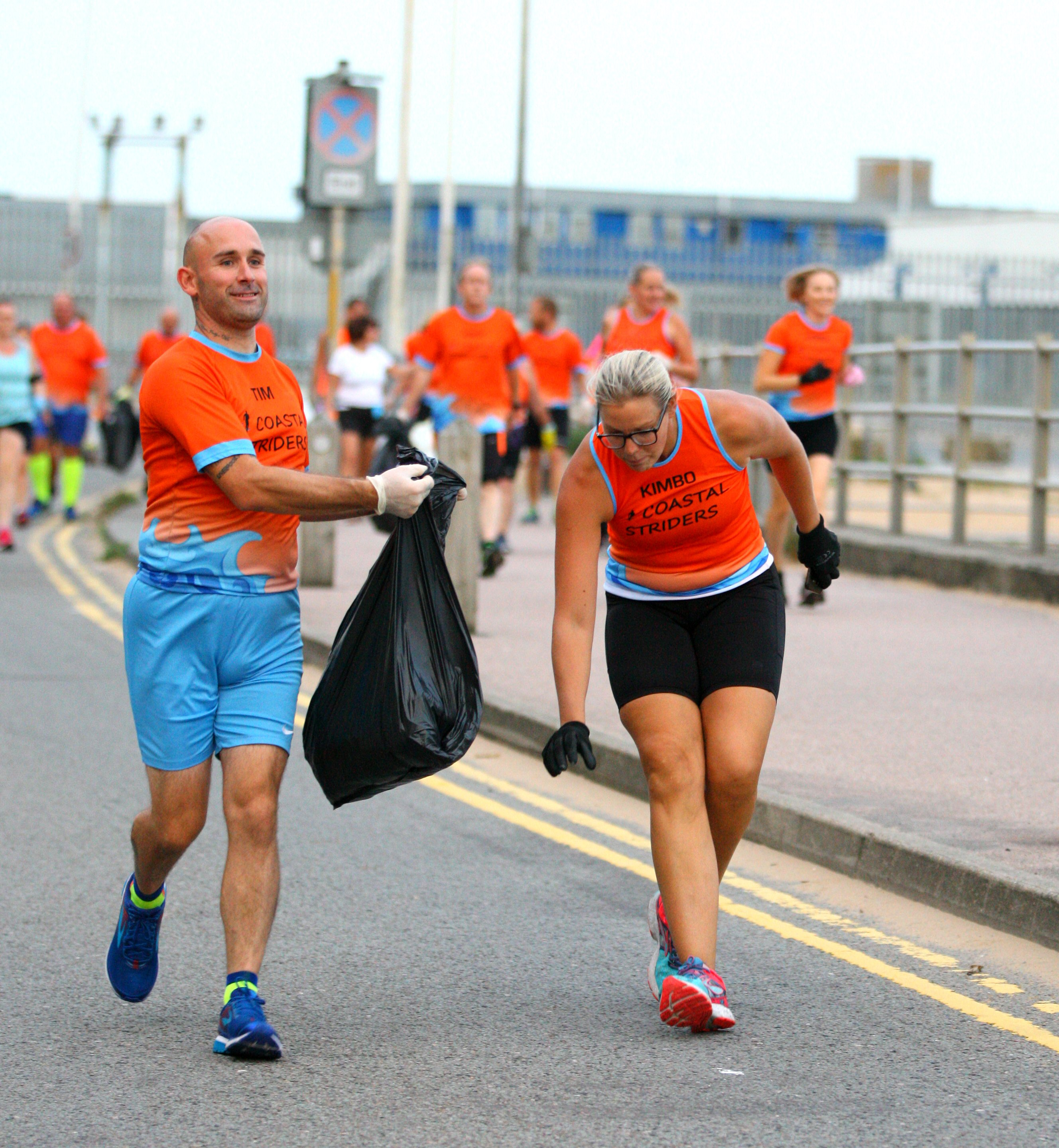
Recollir les escombraries mentre un home trota juntament amb una bossa d'escombraries en un esdeveniment de plogging a Kent, Anglaterra.

El plogging és una combinació de trotar amb recollir escombraries abandonades (en suec: plocka upp). Va començar a Suècia com a activitat organitzada al voltant de l'any 2016 i es va estendre a altres països el 2018 a causa de la creixent preocupació per la contaminació plàstica. Com a entrenament proporciona una variació en els moviments del cos en afegir flexions i esquats a l'acció de caminar, trotar o córrer. 

## Història
Erik Ahlström va iniciar el plogging a la capital sueca, Estocolm, quan es va mudar allà des de l'estació d'esquí d'Åre. Va crear el lloc web «Plogga» per organitzar aquesta activitat i encoratjar la seva pràctica.

## Exemples

### Bèlgica
A Verviers, amb l'esdeveniment Es remuer pour Verviers (et ses alentours), es va organitzar un primer plogging el diumenge 20 de gener de 2019, en col·laboració amb el moviment ciutadà d'educació ambiental «Detritus Stop». 

### Canadà
La primera cursa canadenca de recollida de residus es va organitzar a Montreal des del 22 d'abril del 2018, a càrrec d'associació del Quebec. Zéro Déchets. 

### Espanya
A Alacant, el plogging va arribar amb el nom de Plogging Revolution amb l'objectiu de difondre aquest moviment per tot el país promovent l'esport i la cura del medi ambient.
Hi ha trobades per recollir escombraries mentre es practica el running, com és el cas del Plogging Tour que va tenir lloc a principis d'aquest any a Eivissa, i que va reunir més de 1500 persones.
Plogging Espanya va sorgir com a moviment el 3 de març de 2018, de la mà de l'objectiu fonamental és promoure activitats a tot el país, a més de reunir la informació de contactes i activitats de tots els grups existents a Espanya.

### Estats Units
L'organització Keep America Beautiful es troba actualment promovent el plogging entre els seus afiliats, amb programes com Trashercize a Tennessee.] A Nova York, un grup del lloc Meetup, Plogging NYC, tenia al voltant de 100 membres el 2018, amb esdeveniments en quatre districtes. En 2018 a Indianapolis, el «Projecte Novembre» (November Project) i la filial local de Keep America Beautiful van organitzar un "Estiu de Plogging" .

### Índia
A l'Índia, una associació sense ànim de lucre anomenada Go Plog! ha recol·lectat 16 tones de deixalles seques a Kolar (a 68 quilòmetres de Bangalore) a través del plogging. Organitzen un esdeveniment cada mes on participen des d'estudiants fins a alts funcionaris de l'administració local per tal de difondre la consciència d'un món sense plàstics.
El primer ministre indi, Narendra Modi, es va comprometre a predicar amb l'exemple de la seva Missió Índia Neta (Swachh Bharat Abhiyan) per netejar l'Índia. 

### Cuba
Cuba se suma activament a aquesta pràctica amb la convocatòria de la I'Cursa Plogging a l'Illa aquest 2021, per part del Club Cuban Trail Team els qui han anunciat que es desenvoluparà el 5 de juny en salutació al Dia Mundial del Medi Ambient. La iniciativa es mou sota l'eslògan de «El món canvia si tu canvies, suma't per tenir un món millor!».